# IN THE MOOD
『IN THE MOOD』（イン・ザ・ムード）は、日本のシンガーソングライターである氷室京介の11枚目のオリジナル・アルバム。
2006年12月20日に東芝EMIのCapitol Musicレーベルからリリースされた。前作『Follow the wind』（2003年）より3年4ヶ月振りとなるオリジナル・アルバムである。作詞は松井五郎および森雪之丞の他、TAKUROが1曲担当しており、作曲および編曲、プロデュースは氷室が担当している。レコーディングはアメリカ合衆国にて行われ、GLAYのメンバーが参加した曲の他、ジミー・イート・ワールドやAFIのカバー曲などが収録されている。本作のコンセプトは氷室によれば1960年代のポップスを昇華させた「ダサカッコいいビートの曲」を目指して制作された。
本作からは先行シングルとしてアメリカ映画『ヴァン・ヘルシング』（2004年）の日本語吹き替え版テーマソングとして使用された「Wild Romance」、music.jpのコマーシャルソングとして使用された「EASY LOVE」、WOWOWヨーロッパサッカーイメージソングとして使用された「BITCH AS WITCH」、日本テレビ系バラエティ番組『ダウンタウンDX』（1993年 - ）のエンディングテーマとして使用された「SWEET REVOLUTION」がシングルカットされた。
本作は2006年12月13日にiTunes Storeにて先行配信され、日本人アーティストとして初めて予約購入時にライブチケットの先行予約抽選権が贈与される特典が付けられた。また本作を受けて実施されたコンサートツアー「KYOSUKE HIMURO TOUR 2007 ～IN THE MOOD～」では、ツアー中にiTunes Storeにて最新ライブ映像が配信されるという新たな試みが行われた。本作はオリコンアルバムチャートにおいて最高位第3位となった。

## 背景
前作『Follow the wind』（2003年）リリース後、氷室は「KYOSUKE HIMURO TOUR 2003 "HIGHER THAN HEAVEN"」と題したコンサートツアーを同年8月29日の市原市市民会館からツアーファイナルとなった11月23日の国立代々木競技場 第二体育館公演まで30都市全38公演を実施、約12万人を動員した。
2004年2月にこれまで封印していたBOØWYの曲を氷室自らがセルフカバーするという計画が発表され、東京ドーム公演の5万5千枚のチケットは発売開始後5分で完売した。その後8月22日にBOØWYの曲とソロの曲を共に演奏するライブコンサート「KYOSUKE HIMURO "21st Century Boowys VS HIMURO" An Attempt to discover new truths」が実施され、5万5千人を動員した。12月24日には同公演の模様を収録したライブDVDおよびライブ・アルバム『21st Century Boøwys vs Himuro ~An Attempt to Discover New Truths~』がリリースされ、ライブDVDは限定10万枚でのリリースとなった。9月8日にはシングル「Wild Romance」をリリース、その後「KYOSUKE HIMURO TOUR 2004 "SOUL STANDING BY～"」と題したコンサートツアーを9月19日の羽生市産業文化会館からツアーファイナルとなった12月25日の国立代々木競技場 第一体育館まで、また追加公演となった2005年1月1日の日本武道館公演を含めて38都市全49公演を実施、約14万人を動員した。
同年9月14日に発売された映像作品『ファイナルファンタジーVII アドベントチルドレン』のエンディングテーマとして2枚目のアルバム『NEO FASCIO』（1989年）収録の「CALLING」が使用された。これはスクウェア・エニックスのプロデューサーであった野村哲也が強く要望した事から実現する事となった。この件に関して氷室は当時「日本最高峰のCG映像作品に、自分の楽曲を使ってもらって光栄です」と述べた他、後年になって「自分の作ってきた作品がこうして世の中で認められている人たちに評価をしてもらえたということがとても喜ばしかった」とも述べている。12月31日には幕張メッセ国際展示場にて「KYOSUKE HIMURO COUNTDOWN LIVE ～CROSSOVER 05-06～」と題したカウントダウンライブを実施、同公演は1日2公演となり1回目の「1st STAGE」では公式携帯サイトから「聴きたい曲」を公募し、2万件以上におよぶエントリーが寄せられた。
2006年2月8日には24枚目のシングル「EASY LOVE/BITCH AS WITCH」をリリース、8月2日には日本のロックバンドであるGLAYとコラボレーションした「GLAY feat.KYOSUKE HIMURO」名義のシングル「ANSWER」をリリース、8月5日および6日には味の素スタジアムにて「WONDA presents KYOSUKE HIMURO GLAY 2006 at AJINOMOTO-STADIUM「SWING ADDICTION」」と題したGLAYとのコラボレーションライブを2日間連続で実施、約10万人を動員した。

## 録音、音楽性
レコーディングはアメリカ合衆国のオーシャン・ウェイ・レコーディングおよびコンウェイ・レコーディング・スタジオ、ドッグハウススタジオにて行われた。本作収録曲の内、「SAY SOMETHING」の演奏はGLAYと永井利光が担当しており、これに関して氷室は「日本の音楽業界の中でトップ・クラスで走り続けているバンドとの共同作業というのは、非常に刺激だったし面白かった」と述べている。同曲は元々過去に作曲はされていたが未完成となっており、TAKUROに作詞を依頼しGLAYとの共演であれば形になるのではないかとの事で制作される事となった。
またカバー曲としてジミー・イート・ワールドの曲「ペイン」（2004年）およびAFIの曲「ミス・マーダー」（2006年）が収録されている。氷室のオリジナル・アルバムとしては初の試みであったが、経緯としては自身のコンサートツアーのメンバーをオーディションする際に課題曲としていた2曲であり、ドラマーのチャーリー・パクソンによる演奏が印象的であったために本作に収録する事となった。後に氷室自身がAFIのベスト・アルバムに参加する事となったが、その際にAFIのメンバーから「あんなにクオリティの高い自分たちのカバーは初めて聴いた」と絶賛されたという。ディレクターの子安次郎はカバー曲は「自分のオリジナリティに自信がないとカバーにならない」と主張し、氷室のオリジナリティが確立しているからこそ自然にカバー曲が出来ていると述べた。
本作は氷室自身が非常に愛好している作品であると述べ、コンセプトは「ダサカッコいいビートの曲」をキーワードとして制作された。経緯としてはアメリカのラジオ局KROQ-FMにて、1960年代中期頃のポップスを現地のパンク・ロック系のミュージシャンが取り入れて昇華している曲が多く流れており、そのニュアンスを表現した曲「IN THE NUDE -EVEN NOT IN THE MOOD-」が完成した事から同曲を中心にアルバム制作が進められる事となった。

## 楽曲

### CD
1. 「EASY LOVE (IN THE MOOD EDITION)」
24枚目のシングル1曲目。本作ではJoestylesによるラップが追加された。詳細は「EASY LOVE/BITCH AS WITCH」の項を参照。
2. 「IGNITION」
3. 「BITCH AS WITCH (ALBUM MIX)」
24枚目のシングル2曲目。詳細は「EASY LOVE/BITCH AS WITCH」の項を参照。
4. 「WILD ROMANCE (ALBUM MIX)」
23枚目のシングル。詳細は「Wild Romance」の項を参照。
5. 「HARVEST」
6. 「SAY SOMETHING」
演奏はGLAYおよび永井利光が担当しており、またTERUがコーラスを担当している。
7. 「IN THE NUDE -EVEN NOT IN THE MOOD-」
25枚目のシングル2曲目。詳細は「SWEET REVOLUTION／IN THE NUDE 〜Even not in the mood〜」の項を参照。
8. 「SWEET REVOLUTION」
25枚目シングル1曲目。シングル・バージョンは最後まで演奏して曲が終わるが、アルバム・バージョンはフェードアウトになっている。詳細は「SWEET REVOLUTION／IN THE NUDE 〜Even not in the mood〜」の項を参照。
9. 「SHADOW OF YOUR SMILE」
シングル「Wild Romance」のカップリング曲。特に表記は無いが、シングル・バージョンとミックスが異なる箇所が一部存在する。
10. 「PAIN」
ジミー・イート・ワールドの楽曲「ペイン（英語版）」（2004年）のカバーとなっている。
11. 「MISS MURDER」
AFIの楽曲「ミス・マーダー（英語版）」（2006年）のカバーとなっている。
12. 「STAND ALONE」
13. 「Snow-White Moonlight」
iTunesでの「IN THE MOOD」先行リリース限定トラックとして配信された。

### 初回限定盤付属DVD
1. 「ANSWER "SWING ADDICTION at AJINOMOTO STADIUM"」
2006年8月に味の素スタジアムにて行われたコンサート「KYOSUKE HIMURO+GLAY 2006 at AJINOMOTO-STADIUM "SWING ADDICTION」からのライブ映像。
2. 「SUMMER GAME "SWING ADDICTION at AJINOMOTO STADIUM"」
2006年8月に味の素スタジアムにて行われたコンサート「KYOSUKE HIMURO+GLAY 2006 at AJINOMOTO-STADIUM "SWING ADDICTION」からのライブ映像。
3. 「SWEET REVOLUTION "CROSSOVER 05-06 2nd STAGE at MAKUHARI MESSE"」
2005年12月31日に幕張メッセにて行われたコンサート「KYOSUKE HIMURO COUNT DOWN LIVE 〜CROSSOVER 05-06〜」からのライブ映像。

## リリース、批評、チャート成績
| 専門評論家によるレビュー | 専門評論家によるレビュー |
| レビュー・スコア         | レビュー・スコア         |
| 出典                     | 評価                     |
| ------------------------ | ------------------------ |
| CDジャーナル             | 肯定的                   |
| TOWER RECORDS ONLINE     | 肯定的                   |

本作は東芝EMIのCapitol Musicレーベルからリリースされた。2006年12月13日にiTunesとしてiTunes Storeにて先行配信され、iTunes Storeにて予約購入した際にはライブチケットの先行予約抽選権が贈与される特典が付いていた。これは日本のミュージシャンとしては初の試みであり、世界においてはレッド・ホット・チリ・ペッパーズ、ボブ・ディランに次ぐ3番目となった。またiTunesでの配信版にはボーナストラックとして13曲目に「Snow-White Moonlight」が収録された。
同年12月20日にCDの形式でリリースされ、初回限定盤にはライブ映像を収録したDVD、全国ツアーライブチケット特別先行予約案内封入、本人直筆サイン入りオリジナルロングスリーブＴシャツ応募案内が封入された。また、初回生産限定盤のCDレーベルと帯が氷室の意図したデザインと異なるものであったため、自主回収と交換が行われた。通常盤はそのままである。
批評家たちからの本作の音楽性に対する評価は概ね肯定的なものとなっており、音楽情報サイト『CDジャーナル』ではバラードからストレートなロックまで多様な曲が収録されている事を指摘した上で「どこを切っても氷室」であるとして、「個性と存在感ある声と歌メロが貫かれている」、「力強いビートの“ヒムロック・サウンド”が堪能できる」と肯定的に評価した。音楽情報サイト『TOWER RECORDS ONLINE』では、「最強のロック・ヴォーカリスト氷室京介の存在感を誇示する最強のアルバム」であると絶賛した。
本作はオリコンアルバムチャートにおいて、最高位第3位の登場回数は9回で売り上げ枚数は10.3万枚となった。また本作はタワーレコードの売り上げチャート「アルバム総合」部門において2006年12月18日付けで渋谷で第4位、新宿で第3位、大阪で第2位、福岡で第5位となった他、「ジャパニーズ ロック&ポップス アルバム」部門では12月18日付けで第2位となった。

## ツアー
本作を受けてのツアーは「KYOSUKE HIMURO TOUR 2007 ～IN THE MOOD～」と題し、2007年2月24日の市原市市民会館からツアーファイナルとなった7月8日のさいたまスーパーアリーナ公演まで30都市全47公演を実施、約12万人を動員した。しかし、4月15日に予定されていた鹿児島市民文化ホール公演は氷室の体調不良により急遽中止となり、スケジュール上の都合で振替公演なしが決定された。
本ツアーのリハーサルは1月からロサンゼルスのスタジオにて開始され、2月には東京のスタジオに移って行われていたが、この頃よりすでにツアー中にiTunes Storeにてライブ映像を配信するという氷室自身のアイデアが決定され、「Lightning Trick on iTunes」と名付けられたプロジェクトが開始された。4月4日に第一弾となる3月13日の大阪厚生年金会館でのライブ映像が配信され、ツアーの最中にも拘わらず公演からわずか3週間後のリリースは異例の事となった。また同日にはApple Store銀座店および心斎橋店にて上映イベントが行われた。4月4日には「LOVE & GAME」「NATIVE STRANGER」「Say Something」の3曲が配信され、4月18日には第2弾として「MOON」「Claudia」「STRANGER」「SWEET REVOLUTION」の4曲が配信された。4月4日の配信開始以来、ライブ映像は全5回に分けてiTunesにて配信され、約4か月間に亘りiTunes Storeのビデオチャートにてトップ10を占拠する状態となった。
4月24日の神奈川県立県民ホール公演では「IN THE NUDE 〜Even not in the mood〜」から始まり、序盤にて「Sweet Revolution」「WILD ROMANCE」が演奏され、中盤では「LOVER'S DAY」「CALLING」「STRANGER」「Miss Murder」などを演奏、最終曲として「Say something」が演奏され本編は終了した。アンコールも終了して客電が点灯し退場を促す場内アナウンスが流される中、鳴りやまないアンコールに答える形で急遽アンコールとして「SUMMER GAME」が演奏された。
本ツアーでは、サポートメンバーとして参加していた本田毅が所属していたロックバンドであるPERSONZの曲「DEAR FRIENDS」（1989年）のカバーが披露された他、BOØWYの曲である「ONLY YOU」（1987年）や「B・E・L・I・E・V・E」（アルバム『BEAT EMOTION』（1986年）収録）も披露された。

## 収録曲
- CDブックレットに記載されたクレジットを参照[29]。

| #         | タイトル                               | 作詞・作曲                                                                                         | 編曲      | 時間  |
| --------- | -------------------------------------- | -------------------------------------------------------------------------------------------------- | --------- | ----- |
| 1.        | 「EASY LOVE (IN THE MOOD EDITION)」    | 作詞: 松井五郎／作曲: 氷室京介                                                                     | 氷室京介  | 4:50  |
| 2.        | 「IGNITION」                           | 作詞: 松井五郎／作曲: 氷室京介                                                                     | 氷室京介  | 3:38  |
| 3.        | 「BITCH AS WITCH (ALBUM MIX)」         | 作詞: 森雪之丞／作曲: 氷室京介                                                                     | 氷室京介  | 4:39  |
| 4.        | 「WILD ROMANCE (ALBUM MIX)」           | 作詞: 森雪之丞／作曲: 氷室京介                                                                     | 氷室京介  | 5:28  |
| 5.        | 「HARVEST」                            | 作詞: 森雪之丞／作曲: 氷室京介                                                                     | 氷室京介  | 4:21  |
| 6.        | 「SAY SOMETHING」                      | 作詞: TAKURO／作曲: 氷室京介                                                                       | 氷室京介  | 5:00  |
| 7.        | 「IN THE NUDE -EVEN NOT IN THE MOOD-」 | 作詞: 森雪之丞／作曲: 氷室京介                                                                     | 氷室京介  | 3:36  |
| 8.        | 「SWEET REVOLUTION」                   | 作詞: 森雪之丞／作曲: 氷室京介                                                                     | 氷室京介  | 3:54  |
| 9.        | 「SHADOW OF YOUR SMILE」               | 作詞: 森雪之丞／作曲: 氷室京介                                                                     | 氷室京介  | 4:21  |
| 10.       | 「PAIN」                               | 作詞・作曲: ジム・アドキンス、トム・リントン、リック・バーチ、ザック・リンド                       | 氷室京介  | 2:52  |
| 11.       | 「MISS MURDER」                        | 作詞・作曲: ハンター・バーガン、アダム・カーソン、デイヴィー・ハヴォック、ジェイド・ピュージェット | 氷室京介  | 3:30  |
| 12.       | 「STAND ALONE」                        | 作詞: 森雪之丞／作曲: 氷室京介                                                                     | 氷室京介  | 4:20  |
| 合計時間: | 合計時間:                              | 合計時間:                                                                                          | 合計時間: | 50:29 |

| #   | タイトル                 | 作詞・作曲                     | 編曲 | 時間 |
| --- | ------------------------ | ------------------------------ | ---- | ---- |
| 13. | 「Snow-White Moonlight」 | 作詞: 森雪之丞／作曲: 氷室京介 |      | 3:46 |

| #  | タイトル                                                           | 作詞・作曲                     | 編曲                 |
| -- | ------------------------------------------------------------------ | ------------------------------ | -------------------- |
| 1. | 「ANSWER "SWING ADDICTION at AJINOMOTO STADIUM"」                  | 作詞・作曲: TAKURO             | GLAY、佐久間正英     |
| 2. | 「SUMMER GAME "SWING ADDICTION at AJINOMOTO STADIUM"」             | 作詞・作曲: 氷室京介           | 氷室京介、佐久間正英 |
| 3. | 「SWEET REVOLUTION "CROSSOVER 05-06 2nd STAGE at MAKUHARI MESSE"」 | 作詞: 森雪之丞／作曲: 氷室京介 | 氷室京介             |

## スタッフ・クレジット
- CDブックレットに記載されたクレジットを参照[30]。

### 参加ミュージシャン
- ジョッシュ・フリース（英語版） – ドラムス
- ラミー・アントン – ドラムス
- チャーリー・パクソン – ドラムス
- マイケル・ランドウ – ギター
- ティム・ピアス（英語版） – ギター
- 氷室京介 – ギター、キーボード、プログラミング
- ディーノ・メネギン – ギター
- トニー・フランクリン – ベース
- ビリー・モーラー（英語版） – ベース
- キム・ブラード（英語版） – キーボード、プログラミング
- ジェイソン・ハルバート（英語版） – プログラミング
- HISASHI – 「SAY SOMETHING」レコーディング
- TAKURO – 「SAY SOMETHING」レコーディング
- JIRO – 「SAY SOMETHING」レコーディング
- TERU – 「SAY SOMETHING」レコーディング
- 永井利光 – 「SAY SOMETHING」レコーディング
- Joestyles – 「EASY LOVE」ボーカル

### 録音スタッフ
- 氷室京介 – プロデューサー、エグゼクティブ・プロデューサー
- クリス・ファーマン – レコーディング・エンジニア、ミキシング・エンジニア、ライブ・ミキシング・エンジニア（「SWEET REVOLUTION」）
- 競紀行 – レコーディング・エンジニア（「SAY SOMETHING」のみ）、ライブ・レコーディング・エンジニア（「ANSWER」）
- スティーブン・マーカソン – マスタリング・エンジニア

### 制作スタッフ
- Higuchinsky – フィルム・ディレクター
- 阿久津耕太 (win's moment) – フィルム・プロデューサー
- 坂元達也 – ライブ・レコーディング・エンジニア（「SWEET REVOLUTION」、「SUMMER GAME」）
- SCI – レコーディング施設、車輛
- CROW – ポストプロダクション
- Tama – エグゼクティブ・ディレクター
- ヒロ鈴木 – エグゼクティブ・ディレクター
- 後藤由多加 – スーパーバイザー
- やまぐちよしかず – 監査人
- 鈴木“ゾンビ”祥紀 – プロダクション
- 川上哲男 – プロダクション
- 北塚桂子 (BeatNix) – プロダクション
- さとうしま – プロダクション
- さとうじゅん – プロダクション - プロダクション
- Kaz (BeatNix) – プロダクション
- 子安次郎（東芝EMI/Capitol Music） – ゼネラルマネージャー
- 立川珠里亜 (TACHIKAWA & ASSOCIATES) – スペシャル・サンクス
- 高橋あきら (Al-Land) – スペシャル・サンクス
- v.f.vスタジオ – スペシャル・サンクス
- いけばふみ – スペシャル・サンクス
- 宮本よしひさ (Variable Speed Audio Inc.) – スペシャル・サンクス
- 吉峯法律事務所 – スペシャル・サンクス
- こばやししゅうじ – スペシャル・サンクス
- ガーラ・グレイス – スペシャル・サンクス
- 日向大介 (Variable Speed Audio Inc.) – スペシャル・サンクス
- ラバーソウル – スペシャル・サンクス

### 美術スタッフ
- 福士昌明 – アートディレクター
- 河合奈津子 – デザイナー
- 平野タカシ – 写真撮影
- Moji Sangi – スタイリスト
- 小島雄二 – ヘアー&メイク・アップ
- 矢野健太郎 – タトゥー・アート

## リリース日一覧
| No. | リリース日     | レーベル               | 規格   | カタログ番号 | 備考 | 出典          |
| --- | -------------- | ---------------------- | ------ | ------------ | ---- | ------------- |
| 1   | 2006年12月13日 | 東芝EMI／Capitol Music | iTunes | -            |      | [ 3 ] [ 4 ]   |
| 2   | 2006年12月20日 | 東芝EMI／Capitol Music | CD+DVD | TOCT-25984   |      | [ 24 ] [ 1 ]  |
| 3   | 2006年12月20日 | 東芝EMI／Capitol Music | CD     | TOCT-25985   |      | [ 22 ] [ 31 ] |